# Rana debussyi
Rana debussyi é uma espécie de anura da família Ranidae.
É endémica da Indonésia.